# Cnemidocarpa amphora
Cnemidocarpa amphora är en sjöpungsart som beskrevs av Kott 1992. Cnemidocarpa amphora ingår i släktet Cnemidocarpa och familjen Styelidae. Inga underarter finns listade i Catalogue of Life.